# عليين
عليين هي قرية مغربية شمال المملكة. تنتمي عليين لعمالة تطوان الساحلي. تضم هذه القرية 6.126 نسمة (إحصاء 2004).